# Simon Vinkenoog
Simon Vinkenoog (Amsterdam, 18 luglio 1928 – Amsterdam, 12 luglio 2009) è stato un poeta e scrittore olandese.

## Biografia
Nato nel quartiere popolare di De Pijp, dal 1949 al 1956 si trasferì a Parigi per lavorare per conto dell'UNESCO. Nel 1950 fece il suo debutto letterario, pubblicando la raccolta di poesie Windroos. Nel 1951 curò l'antologia di poeti olandesi Atonaal, che contribuì a lanciare il movimento olandese dei Vijftigers. Fondò inoltre la rivista letteraria Blurb, alla quale parteciparono autori come Hans Andreus, Armando, Hugo Claus, Jan Hanlo, W.F. Hermans e Hans Lodeizen.
Fece numerosi esperimenti con sostanze allucinogene; nel 1968 iniziò a collaborare alla rivista Bres proprio scrivendo un articolo sull'uso dell'LSD. Nel 1980 partecipò con alcuni testi inediti (tradotti da Aldo Piromalli) alla breve vita della rivista italiana Camion. Nel 2004 fu nominato Dichter des Vaderlands ovvero poeta laureato olandese. È morto nel 2009, in seguito ad un colpo apoplettico, il giorno dopo essere stato ricoverato in ospedale.

## Opere
- 1950 - Wondkoorts - poesie
- 1951 - Atonaal - antologia (curatore)[3]
- 1954 - Zo lang te water, een alibi - romanzo
- 1962 - Hoogseizoen - romanzo
- 1965 - Liefde - romanzo
- 1968 - How to Enjoy Reality - pamphlet, allegato all' International Times. Con Jean-Paul Vroom
- 1976 - Mij best - romanzo
- 1978 - Het huiswerk van de dichter - poesie
- 1979 - (1972-1978) Bestaan en begaan
- 1980 - Jack Kerouac in Amsterdam
- 1980 - Moeder Gras
- 1981 - Poolshoogte/Approximations
- 1982 - Voeten in de aarde en bergen verzetten - poesie
- 1986 - Stadsnatuur, dagboeknotities
- 1986 - Coito ergo Sum: samenspraak der eenwording
- 1986 - O boze droom
- 1987 - Leven en dood van Marcel Polak - biografia
- 1987 - Heren zeventien, proeve van waarneming
- 1988 - Op het eerste gehoor - poesie
- 1993 - Louter genieten - poesie
- 1996 - Het hoogste woord: De stem van Simon Vinkenoog
- 1998 - Vreugdevuur - poesie
- 1998 - Herem 'n tijd - raccolta di articoli
- 2000 - De ware Adam - poesie
- 2001 - Me and my peepee  (traduzione delle poesie di Allen Ginsberg)